# Denise Gadbois
Denise Gadbois (1921 - 2013) foi uma artista e professora canadiana que trabalhou com pintura, arte mural e escultura.
O seu trabalho está incluído nas coleções do Musée national des beaux-arts du Québec e da Art Gallery of Greater Victoria.